# Kindia
Kindia er en by i det vestlige Guinea, der med et indbyggertal (pr. 2008) på cirka 181.000 er landets tredjestørste by. Byen rummer blandt andet hovedkvarteret for Guineas militær.